# Natalia Konstantinović
Natalia Konstantinović (cirílico serbio: Наталија Константиновић; 10 de octubre de 1882 - 21 de agosto de 1950) fue una princesa de Montenegro, esposa del príncipe Mirko Petrović-Njegoš. La pareja tuvo cinco hijos, sin embargo, dos murieron en su primera infancia. Se divorciaron en 1917, un año después de que la familia real se viera obligada a huir del reino. Ella era nieta de la princesa Anka de Serbia, de la casa de Obrenović. A su marido le prometieron la corona serbia en caso de que el rey Alejandro I muriera sin hijos; sin embargo, la corona fue para Pedro Karadjordjevic, después del asesinato del rey Alejandro en 1903.

## Familia
Natalia nació en Trieste, Austria-Hungría, el 10 de octubre de 1882, hija del coronel Alejandro Konstantinović (fallecido en 1914) y Milena Opuić, de Trieste. Ella descendía de la trágica y desafortunada dinastía Obrenović que había gobernado Serbia durante la mayor parte del siglo XIX. Tenía un hermano. Su abuela paterna, la princesa Anka Obrenović, era sobrina de Miloš Obrenović, príncipe de Serbia, fundador de la casa de Obrenović. Natalia y su familia fueron exiliados de Serbia después de que su padre criticara el matrimonio impopular del rey Alejandro I con la famosa Draga Mašin. Vivieron alternativamente entre Niza, Italia y Viena.

## Matrimonio y cuestión dinástica
El 25 de julio de 1902, en Cetiña, Natalia se casó con el príncipe Mirko de Montenegro, gran duque de Grahovo y Zeta, y segundo de Nicolás I de Montenegro. El príncipe Mirko supuestamente se había enamorado apasionadamente de Natalia, quien fue descrita como una bella morena de ojos oscuros. Al rey Alejandro no le agradó la noticia de su matrimonio, ya que creía que Mirko solo se había casado con ella para obtener la corona serbia. Además, la hermana mayor fallecida de Mirko, Zorka, había sido la esposa del rival de Alejandro, Pedro Karadjordjevic. Como señal de su disgusto, se negó a recibir a Natalia o a Mirko en su corte.
Como Natalia era la nieta de la princesa Anka Obrenović, quien había sido asesinada en Belgrado el 10 de junio de 1868 junto con su primo, Miguel III Obrenović, el gobierno serbio prometió que en caso de que el rey Alejandro Obrenović muriera sin hijos, Mirko sería proclamado príncipe heredero de Serbia. Sin embargo, los acontecimientos no se desarrollaron como Nicolás I de Montenegro había esperado. A finales de mayo de 1903, el rey Alejandro y su consorte, Draga, fueron asesinados por un grupo de oficiales del ejército liderados por el capitán Dragutin Dimitrijević "Apis". Antes del asesinato, los conspiradores habían decidido pasar la corona al cuñado de Mirko, Pedro, cabeza de la dinastía serbia rival, los Karadjordjevic. Esto se debió a que esta dinastía estaba aliada con Rusia, mientras que los Obrenović eran decididamente pro Habsburgo y, por lo tanto, desagradaban a muchos serbios a la luz del ferviente nacionalismo paneslavo que había envuelto a Serbia desde el siglo XIX. De hecho, el esposo de Natalia más tarde se unió a la sociedad secreta de la Mano Negra en 1911, y aspiraba a ser su líder.

## Hijos
Natalia y Mirko tuvieron cinco hijos:
- Príncipe Esteban de Montenegro (27 de agosto de 1903 - 15 de marzo de 1908)
- Príncipe Estanislao de Montenegro (30 de enero de 1905 - 4 de enero de 1908)
- Príncipe Miguel de Montenegro (14 de septiembre de 1908 - 24 de marzo de 1986), casado con Geneviève Prigent, con quien tuvo un hijo, Nicolás.
- Príncipe Pablo de Montenegro (16 de mayo de 1910 - junio de 1933)
- Príncipe Manuel de Montenegro (10 de junio de 1912 - 26 de marzo de 1928)

En 1908, sus dos hijos mayores murieron, y ella dio a luz a su tercer hijo, Miguel. El 28 de agosto de 1910, Montenegro se convirtió en un reino, con su suegro ascendiendo al trono como el primer y único rey. En 1916, la defensa de Montenegro colapsó cuando las fuerzas austrohúngaras invadieron el reino durante la Primera Guerra Mundial, y toda la familia real, incluida Natalia, se vio obligada a huir a Italia. La pareja se divorció en 1917, y Natalia se mudó a París con sus hijos sobrevivientes. Al año siguiente, Mirko murió en Viena y su hijo mayor, Miguel, se convirtió en jefe de la Casa de Petrović-Njegoš y pretendiente al difunto trono de Montenegro. Natalia llevó a Miguel a Eastbourne, Inglaterra, donde completó su educación primaria.
En marzo de 1920, se casó en segundas nupcias en Eastbourne (Sussex), con el conde Gastón Errembault de Dudzeele, un diplomático belga, con quien tuvo dos hijas:
- Hélène Errembault de Dudzeele (1921-2006) casada en 1949, con Philippe Hiolle (1895-1969). Tuvieron una hija y un hijo: Caroline Hiolle and Hervé Hiolle.
- Anne-Marie Errembault de Dudzeele (1922-1984) casada en 1946 con Philippe Cerf (1923-), y en 1958 con Pierre Saville (1907-1976, nacido Schumann[4]). Tuvo tres hijas: Géraldine Cerf, Carlyne Cerf and Marie-Pierre Saville.

## Muerte
La princesa Natalia murió en París el 21 de agosto de 1950, a los 67 años.